# Brou-Ahoussoukro
Brou-Ahoussoukro  est une localité du centre de la Côte d'Ivoire, et appartenant au département de Bocanda, Région du N'zi-Comoe. La localité de Brou-Ahoussoukro est un chef-lieu de commune.
Brou-Ahoussoukro est située à 30 km de Dimbokro sur l'axe Dimbokro-Bocanda.

## Associations existantes

### ADEBA
- A.D.E.B.A : Association pour le Développement de Brou-Ahoussoukro

Il s'agit de la mutuelle de développement du village. Cette mutuelle a réalisé plusieurs projets de développement pour Brou-Ahoussoukro. Nous pouvons citer, entre autres : 
1. Projet de lotissement du village ;
2. Projet de construction d'un dispensaire ;
3. Projet de construction d'un marché couvert ;
4. Projet de construction d'une cantine scolaire ;
5. Projet de construction de trois salles de classe pour l'Epp Brou-Ahoussoukro (en cours) ;
6. etc...

### AJBA
- A.J.B.A : Association des Jeunes de Brou-Ahoussoukro

### ARBA
- A.R.B.A : Association des Ressortissants de Brou-Ahoussoukro résidents à Abidjan

Une association d'entraide des résidents de Brou-Ahoussoukro à Abidjan. L'ARBA est considérée comme une section de l'ADEBA.

## Éducation
Le chef-lieu de la commune de Brou-Ahoussoukro dispose d'une école primaire de 6 classes : Epp Brou-Ahoussoukro. Cette école est un centre d'examen depuis quelques années.
L'Ecole primaire publique de Brou-Ahoussoukro dispose d'une cantine scolaire.

## Santé
Le chef-lieu de commune dispose d'un dispensaire rural avec un infirmier.